# Stazione di Tarvisio Boscoverde
Stazione di Tarvisio Boscoverde vasútállomás Olaszországban, Tarvisio településen.

## Vasútvonalak
Az állomást az alábbi vasútvonalak érintik:
- K.k. Staatsbahn Tarvis–Pontafel
- Kronprinz Rudolf-Bahn

## Kapcsolódó állomások
A vasútállomáshoz az alábbi állomások vannak a legközelebb:
- Stazione di Ugovizza-Valbruna (Stazione di Udine, K.k. Staatsbahn Tarvis–Pontafel)
- Thörl-Maglern railway station (Kronprinz Rudolf-Bahn)